# Raquel Maulwurf
Raquel Maulwurf (Madrid, 19 mei 1975) is een Nederlands kunstenares
Maulwurf bracht haar jeugdjaren afwisselend in Nederland en Spanje door. Ze studeerde  van 1993-1997 aan de Academie voor Beeldende Kunst (nu onderdeel van ArtEZ hogeschool voor de kunsten) in Arnhem en volgde daarna van 2001-2002 een studie multimedia aan het SAE International Technology College in Amsterdam.
Maulwurf heeft bekendheid verworven met haar houtskooltekeningen die de destructie van stad en landschap als onderwerp hebben. Het formaat van haar tekeningen  varieert van nauwelijks A4 tot meters grote muurtekeningen. Opvallend is dat het tekenwerk geordend in series wordt gepresenteerd. 
- De serie Trümmerfelder bestaat uit meer dan honderd tekeningen. Op basis van archiefonderzoek, fotomateriaal en gesprekken met overlevenden probeert Maulwurf de vernietigende effecten van bombardementen en ander oorlogsgeweld in houtskooltekeningen te vangen. Mensen komen er niet in voor. Wat resteert op het witte vlak van het tekenpapier of –karton is een impressie van in puin geschoten  architectuur, neergezet in rauwe houtskoollijnen. Zo ontstonden tekeningen van onder andere Rotterdam, Nagasaki, Auschwitz, Dresden, Berlijn en Guernica.

- De series FLAK (Flugabwehrkanone), New York City 11/9 en Zeppelins worden gepresenteerd op zwart passe-partoutkarton, waarvan het oppervlak werd open gekrast om de destructie vorm te geven.

- De serie Favela werd gemaakt in 2005 in São Paulo. Ze toont de continue ruimtelijke transformatie van de sloppenwijken in deze stad.

Naast houtskooltekeningen werkt Maulwurf ook met houtsneden. Kenmerkend voor haar techniek: iedere kleur waar niets meer overheen wordt gedrukt, wordt weggesneden.
Het werk van Maulwurf was te zien in een groot aantal solo- en groepstentoonstellingen in Tokio, Londen, Milaan en Berlijn. In Nederland toonde het Stedelijk Museum Schiedam in 2007 een aantal werken uit de serie Trümmerfelder in de expositie ‘Drawn to destruction’.
Maulwurf ontving in 2002 de Allianz Nederland Grafiekprijs en werd in 2006 genomineerd voor de Mario Razzano Prijs voor jonge kunstenaars.